# Hokkaido Takushoku Ginko
Hokkaido Takushoku Ginko (北海道拓殖銀行, Hokkaidō takushoku ginkō, « Banque d'exploitation d'Hokkaido ») était une « banque spéciale » (特殊銀行, tokushu ginkō) et une « banque de ville » (都市銀行, toshi ginkō) au Japon, fondée en 1899 et disparue en 1997.
Son surnom était Takugin ; elle était aussi connue dans le monde des médias et des affaires comme Hokutaku.
Son code financier unifié était 0012.

## Histoire
Le but de la Hokkaido Takushoku Ginko à son origine était de promouvoir la capitalisation sur Hokkaidō, dans une période de colonisation et de développement de l'île.
Elle était la « banque de ville » dans sa place forte d'Hokkaido jusqu'à sa faillite en novembre 1997, et l'année suivante ses activités furent transférées vers Hokuyo Ginko (une autre banque) ainsi que d'autres banques.